# Christopher Miles Boardman
Chris Boardman (Hoylake, 26 d'agost de 1968) és un ciclista britànic retirat, conegut especialment pel seu domini de les contrarellotges individuals.
Boardman entrà a l'elit mundial el 1992, quan aconseguí l'or als Jocs Olímpics de Barcelona en la modalitat de persecució individual. El 1993 baté el rècord de l'hora per primera vegada amb una bicicleta aerodinàmica: 52,27 km.
Boardman comença la seva carrera en ruta aquest mateix any. El 1994 guanyà el pròleg del Tour de França a Lilla, un èxit que repetiria el 1997 a Rouen i el 1998 a Dublín. Aquests tres pròlegs encara figuren entre els quatre més ràpids de tota la història, amb el de Lilla com a rècord mundial (55,152 km/h). El 1996 tornà a batre el rècord de l'hora: 56,375 km, així com el rècord de persecució.
Poc abans de posar punt final a la seva carrera l'any 2000, els seus rècords de l'hora foren anul·lats perquè havia fet servir una bicicleta especial. Boardman decidí atacar el rècord a Manchester amb la mateixa bicicleta que havia fet servir Eddy Merckx per marcar el rècord el 1972 i va aconseguir superar-lo per només deu metres: 49,441 km.

## Palmarès en pista
- 1992
  -  Medalla d'or als Jocs Olímpics de Barcelona en persecució individual
- 1994
  -  1r del Campionat del Món de la prova de persecució
- 1996
  -  1r del Campionat del Món de la prova de persecució

## Palmarès en ruta
- 1991
  - Vencedor d'una etapa de l'Olympia's Tour
- 1993
  - 1r al Gran Premi Eddy Merckx
  - 1r al Duo Normand (amb Laurent Bezault)
  - 1r al Crono de les Nacions-Les Herbiers-Vendée
- 1994
  -  Campionat del Món CRI
  - Vencedor d'una etapa del Tour de França
  - Vencedor d'una etapa de la Volta a Suïssa
  - Vencedor de 2 etapes de la Volta a Múrcia
  - Vencedor de 3 etapes de la Dauphiné Libéré
- 1995
  - Vencedor d'una etapa de la Dauphiné Libéré
  - Vencedor d'una etapa del Midi Libre
  - Vencedor d'una etapa del Tour de l'Oise
  - Vencedor d'una etapa dels Quatre dies de Dunkerque
- 1996
  -  Medalla de bronze als Jocs Olímpics d'Atlanta en contrarellotge
  - 1r al Gran Premi de les Nacions
  - 1r al Gran Premi Eddy Merckx
  - 1r al Critèrium Internacional
  - 1r al Duo Normand (amb Paul Manning)
  - 1r al Crono de les Nacions-Les Herbiers-Vendée
  - Vencedor d'una etapa de la París-Niça
  - Vencedor d'una etapa dels Quatre dies de Dunkerque
  - Vencedor d'una etapa de la Dauphiné Libéré
  - Vencedor d'una etapa de la Ruta del Sud
  - 1r al Gran Premi Telekom (amb Uwe Peschel)
  - 1r al Memorial Josef Voegeli
- 1997
  - Vencedor d'una etapa del Tour de França
  - Vencedor d'una etapa de la Dauphiné Libéré
  - Vencedor de 2 etapes del Tour de Romandia
  - Vencedor de 2 etapes de la Volta a Catalunya
  - Vencedor d'una etapa de la Volta a la Comunitat Valenciana
- 1998
  - Vencedor d'una etapa del Tour de França
  - Vencedor de 2 etapes de la Volta a Catalunya
  - Vencedor de 2 etapes de la Dauphiné Libéré
  - Vencedor de 2 etapes del Prudential Tour
  - Vencedor d'una etapa del Tour de l'Ain
- 1999
  - 1r al Duo Normand (amb Jens Voigt)
  - 1r al Gran Premi Breitling (amb Jens Voigt)
  - Vencedor d'una etapa de la París-Niça
  - Vencedor d'una etapa del Critèrium Internacional
  - Vencedor d'una etapa del Prudential Tour
  - 1r al Memorial Josef Voegeli

### Resultats al Tour de França
- 1994. Abandona (11a etapa). Vencedor d'una etapa
- 1995. Abandona (Pròleg).
- 1996. 39è de la classificació general
- 1997. Abandona (13a etapa). Vencedor d'una etapa
- 1998. Abandona (2a etapa). Vencedor d'una etapa
- 1999. 119è de la classificació general

### Resultats a la Volta a Espanya
- 1997. Abandona (7a etapa)
- 1998. Abandona (8a etapa)